# 리바 128

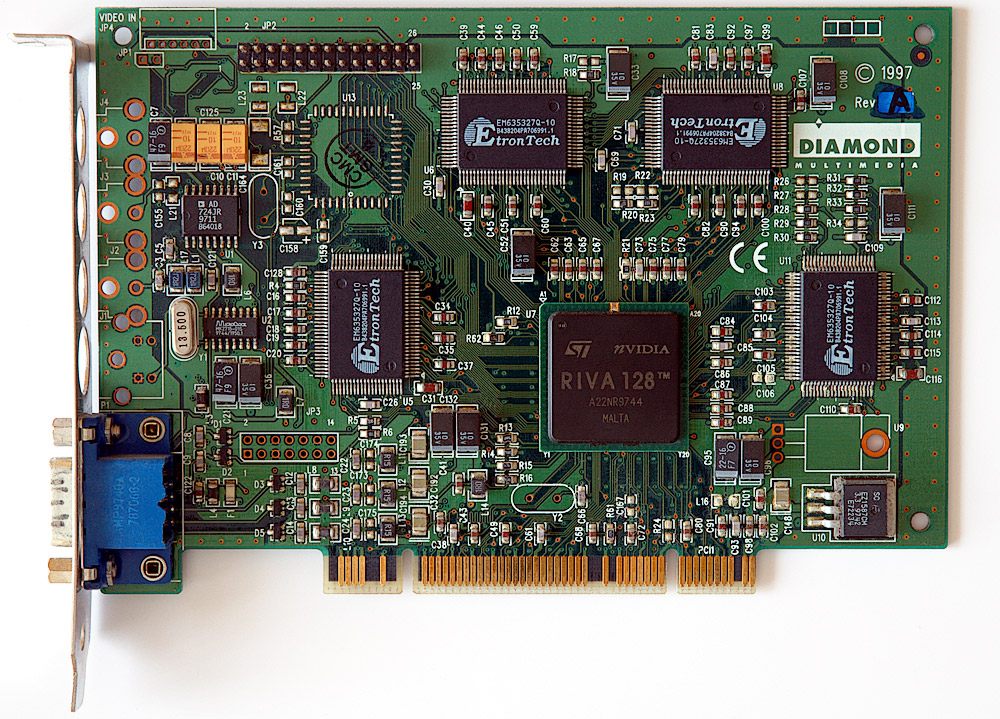
리바 128

1997년 엔비디아에서 출시된 리바 128(RIVA 128), 곧 NV3는 전통적인 2차원, 비디오 가속에 3차원 가속을 통합한 첫 소비자용 그래픽 카드들 중 하나였다.
이 이름은 Real-time Interactive Video and Animation accelerator를 줄인 것이다.
1995년 출시된 NV1 가속 그래픽 카드는 덜 성공적이었으나, 리바 128은 소비자들이 엔비디아를 널리 인식할 수 있게 만들어 준 첫 제품이다. 또한, 이 그래픽 칩은 엔비디아의 기술 지향에 큰 변화를 가져오게 된다. 다이렉트 3D 5.0을 지원하였으며 이를 계기로 엔비디아는 이듬해 램댁 주파수를 250 MHz로 올리고 메모리를 최대 8MiB까지 높인 리바 128 ZX 모델을 출시하였다.

## 성능
1997년 당시 리바 128은 수많은 부두 그래픽스와 경쟁할 수 있었던 최초의 2차원/3차원 카드들 가운데 하나였다. 리바 128의 2차원 성능은 인상 깊었으며 하이엔드 2차원 그래픽 카드와도 화질과 성능에 손색이 없었다.

## 사양 정보
| 카드 모델         | 코드 이름 | 제조 공정 | 코어 클럭 | 코어 디자인 | 텍스처 필 레이트 | 메모리 클럭 | 메모리 종류 | 메모리 버스 | 메모리 대역폭 | 다이렉트 버전 |
| RIVA 128 (4MB)    | NV3       | 0.35um    | 100MHz    | 1:1:1       | 100MTexels/초    | 100MHz      | SDR         | 128 비트    | 1.60GB/s      | 5.0           |
| RIVA 128 ZX (8MB) | NV3       | 0.35um    | 100MHz    | 1:1:1       | 100MTexels/초    | 100MHz      | SDR         | 128 비트    | 1.60GB/s      | 5.0           |

코어 디자인 = # 버텍스 셰이더 : # 픽셀 파이프라인 : # ROP
RIVA 128과 RIVA 128 ZX의 차이는 메모리 용량/램댁 주파수의 차이이다. 그 외에는 사양 정보가 같다.